# 3564 Talthybius
3564 Talthybius este un asteroid descoperit pe 15 octombrie 1985 de Edward Bowell.